# Милан Пироћанац
Милан Пироћанац (Јагодина, 7. јануар 1837 — Београд, 1. март 1897) био је српски политичар, правник и публициста.

## Биографија
Отац Стеван Недељковић, пореклом из пиротског краја - села Шугрин, учествовао је у устанцима и касније достигао положај среског начелника у Књажевцу. Мајка Милица, из јагодинског округа, прво је била удата за војводу Павла Цукића, Карађорђевог саборца.
Основну школу Пироћанац је завршио у Јагодини, а гимназију у Крагујевцу и Београду. Школовање је наставио на правном одсеку Лицеја (1854—1856), да би пред крај 1856. отишао на даље студије права у Париз, где је дипломирао 1860. године. Следећу годину провео је у Хајделбергу, а крајем 1861. се вратио у Београд. Током школовања је променио презиме.
На наговарање Илије Гарашанина, запослио се у министарству спољних послова и достигао положај начелника министарства. По устоличењу намесништва 1868. године премештен је у Горњи Милановац и постављен за председника суда Рудничког округа, што га је одвело у стални сукоб са либералима и Јованом Ристићем. Од 1872. бави се адвокатском праксом у Београду и постаје један од најбољих српских адвоката.
Судија је Касационог суда од 1874, што је прекинуто накратко положајем министра иностраних дела од 20. новембра 1874. до 20. јануара 1875. године у влади Аћима Чумића.
Од 21. октобра 1880. председник је владе Србије све до 21. септембра 1883. године. Држи и портфељ министра правде до 10. октобра 1881, када га замењује местом министра иностраних дела. Влада је поднела оставку после неуспеха на изборима септембра 1883. године.
Пироћанчева влада започела је широк програм модернизације Србије, и на политичком и на економском плану. Донети су слободоумни закони о штампи, политичком зборовању, политичким удружењима и независним судовима, који су омогућили појаву модерне политичке организације и правне државе у Србији. Потписана је контроверзна тајна конвенција са Аустроугарском (1881), која је Србију политички везала за ову велесилу, а због које је Пироћанац подносио оставку. Склопљен је и трговински споразум са Аустроугарском, који је српској пољопривреди отворио врата тржишта великог суседа. Започета је градња првих железница (Београд-Ниш и Ниш-Пирот) и узети први зајмови на европском новчаном тржишту. Реформисана је војска и установљена стајаћа војска. Пироћанац је покушао и уставну реформу, али није успео због отпора краља Милана.
Био је шеф Српске напредне странке од 1880. до 1886. године, када је напустио страначку политику. Увиђајући штетне последице тадашње жестоке страначке борбе, касније је више пута покушао да окупи мирољубиве људе из свих странака, али и оне ван странака, међутим без успеха.
Био је првокласан адвокат. Заступао је краљицу Наталију против супруга краља Милана, као и инострано железничко друштво против српске владе.
Написао је неколико књижица из историографије, као што су Кнез Михаило и заједничка радња балканских народа (1895) и Балкански полуострв (1889), затим стратешку студију Међународни положај Србије (1892), као и три полемичке, углавном са Јованом Ристићем. Водио је и дневник, који је објављен под насловом Белешке 2004. године.

## Идеје
Милан Пироћанац је био једна од водећих интелектуалних личности друге половине XIX века у Србији, главни политички теоретичар тзв. младоконзервативне групе која је предводила Напредну странку.
Пироћанац је, као и његови најближи страначки другови Чедомиљ Мијатовић, Стојан Новаковић и Милутин Гарашанин, заступао једну политичку концепцију која је представљала комбинацију наглашеног либерализма и умереног конзервативизма.
Њихов либерализам се огледао у тежњи да се у тадашњој Србији прошире и заштите грађанска права и политичке слободе према западноевропским узорима. Умерени конзервативизам испољавао се у склоности непотпуној демократији, тј. у залагању за дводомни систем управе, где би горњи дом парламента, углавном састављен од интелигенције, кочио претераности доњег дома, изабраног на демократски начин. Пироћанац је веровао да аутократији, каква је била она кнеза Михаила, више нема места јер ’у данашње доба дува општи ветар у корист народне представничке владавине’. Али, није био за пуну демократију јер није веровао у способност једног припростог, необразованог и неписменог народа да води државу. Тај посао, по Пироћанцу, требало је раде круна и интелигенција.
У своје време, Пироћанац је сматран оштроумним мислиоцем, али и неуспешним државником. Његове расправе биле су врло цењене, али у практичној политици није успео са својим програмом, јер се разишао и са краљем Миланом, који је само донекле подржавао програм Пироћанца и напредњака, и са народом, који је кренуо за радикалима.